# Erik Huusko
Erik Huusko, född 24 augusti 1971 i Upplands Väsby, är en svensk tidigare ishockeyforward, tvillingbror till Anders Huusko. Han spelade mellan åren 1987 och 1999 för Arlanda Wings, Djurgårdens IF och HV 71. Han var också med i svenska juniorlandslaget och svenska A-landslaget, och deltog i juniorvärldsmästerskapet 1991 samt seniorvärldsmästerskapet 1995 där Sverige tog silver.

## Meriter
- 1990 - Gick upp i Division 1 med Arlanda Wings
- 1991 - Europacupmästare med Djurgårdens IF
- 1992 - Tvåa i svenska mästerskapet med Djurgårdens IF
- 1995 - Silvermedalj i världsmästerskapet med Sverige

### Fotnoter
1. ↑  ”VM-laget 1995”. SVT Sport. 23 april 2013. http://www.svt.se/sport/artikel/vm-laget-1995/. Läst 9 november 2015.